# Венсан Боссу
Венсан Боссу (фр. Vincent Bossou, нар. 7 лютого 1986, Кара) — тоголезький футболіст, захисник таїландського клубу «Паттані».
Виступав за національну збірну Того.

## Клубна кар'єра
Народився 7 лютого 1986 року в місті Кара. Вихованець футбольної школи клубу «Мараната». Дорослу футбольну кар'єру розпочав 2006 року в основній команді того ж клубу, в якій провів три сезони, взявши участь у 77 матчах чемпіонату. Більшість часу, проведеного у складі «Маранати», був основним гравцем захисту команди.
У січні 2010 року перейшов до туніського «Етюаль дю Сахель», проте вже за півтора місяці повернувся до «Маранати», зігравши у Тунісі лише декілька ігор.
Протягом першої половини 2010-х грав в Азії, де захищав кольори в'єтнамських клубів «Навібанк Сайгон», «Біньзионг» та «Ангьянг», а також південнокорейського «Коян Хі».
2015 року повернувся до Африки, ставши гравцем танзанійського «Янг Афріканс», а 2019 року уклав контракт з таїландським «Паттані».

## Виступи за збірну
2007 року дебютував в офіційних матчах у складі національної збірної Того.
2010 року був включений до заявки збірної на тогорічний Кубок африканських націй, з розіграшу якого збірна Того знялася після нападу на її автобус в Анголі, країні-господарці турніру. Згодом був учасником двох розіграшів Кубка африканських націй: 2013 року у ПАР та 2017 року в Габоні.
За одинадцять років, проведених у збірній, взяв участь у 29 іграх, відзначившись одним голом.

## Титули і досягнення
- Чемпіон Того (1):

«Мараната»: 2009